# Little Saskatchewan River
Der Little Saskatchewan River ist ein linker Nebenfluss des Assiniboine River in der kanadischen Provinz Manitoba.
Der Fluss hat seinen Ursprung im Whitewater Lake. Er fließt in überwiegend südlicher Richtung durch den Südwesten von Manitoba. Dabei passiert er die Orte Keeseekoowenin, Minnedosa, Rapid City und Rivers. Am Unterlauf befindet sich der abflussregulierte See Lake Wahtopanah. 10 km westlich von Brandon mündet der Little Saskatchewan River in den Assiniboine River.
Der Little Saskatchewan River hat eine Länge von etwa 185 km. Sein Einzugsgebiet umfasst etwa 4000 km². Am Pegel bei Rivers beträgt der mittlere Abfluss 4,5 m³/s.